# 모질라 선버드
모질라 선버드(Mozilla Sunbird)는 모질라 재단, 선 마이크로시스템즈와 많은 자원봉사자들이 개발하는 자유 소프트웨어 크로스 플랫폼 일정 관리 소프트웨어이다. 2003년 7월에 처음 알려진 선버드는 지금은 개발이 중단된 모질라 캘린더 확장기능의 독립실행형 버전이며, 모질라 캘린더 프로젝트의 일환으로 모질라 선더버드에 달력 기능을 제공하는 확장기능인 라이트닝과 함께 개발하고 있다.

## 같이 보기
- 모질라
- 라이트닝 - 모질라 선더버드를 위한 확장기능.